# Airborne Assault: Highway to the Reich
Airborne Assault: Highway to the Reich (tạm dịch: Cuộc đột kích của Lính nhảy dù: Xa lộ dẫn đến Đế chế) là wargame chiến lược lấy bối cảnh Thế chiến II do hãng Panther Games phát triển và được Matrix Games phát hành cho Windows vào năm 2003.

## Bối cảnh
Airborne Assault: Highway to the Reich diễn ra vào tháng 9 năm 1944, dựa trên kế hoạch táo bạo của Tướng Montgomery nhằm thả 30.000 lính nhảy dù quân Đồng Minh xuống vùng phía sau chiến tuyến của Đức Quốc xã. Nhiệm vụ của đội quân này là đánh chiếm một số địa điểm chiến lược, bao gồm nhiều cây cầu bắc qua sông Rhine rồi kết hợp cùng lực lượng thiếp giáp và bộ binh tiến công vào vùng đất trung tâm của nước Đức trong nỗ lực kết thúc chiến tranh trước ngày Lễ Giáng Sinh năm 1944.

## Đón nhận
Trí tuệ nhân tạo (AI) cấp đơn vị quân của trò chơi này được ca ngợi là cho phép "những nhóm quân thực hiện thành thạo khi theo đuổi các mục tiêu dựa trên địa hình".
Đội ngũ biên tập viên của Computer Gaming World đã đề cử phiên bản PC của Highway to the Reich cho giải thưởng "Wargame của Năm" 2003, sau cùng lại được trao cho tựa game Decisive Battles of WWII: Korsun Pocket. Họ nhận định, "Highway to the Reich cho thấy trò chơi chiến tranh đang chuyển sang những hướng mới thú vị hơn".